# José María Aragón Foureaux
José María Aragón Foureaux, conocido artísticamente como «Pompoff» (Francia, 11 de marzo de 1887-Madrid, 3 de febrero de 1970) fue un payaso español, junto a sus hermanos Pompoff, Thedy y Emig.

## Biografía
Parte de la familia de artistas Aragón. Hijo del también payaso Gabriel Aragón Gómez, que había formado pareja con Arturo, su hermano, en 1909, formó una nueva pareja cómica con otro de sus hermanos, Teodoro. La iniciativa no duró por el rechazo del público.
Aragón se convirtió en empresario circense y recorrió Marruecos con sus espectáculos. Cuando su hermano Thedy regresó de América, en 1913 intentaron de nuevo convertirse en payasos, adoptaron el nombre, primero de Hermanos Aragón y poco después, definitivamente, Pompoff y Thedy.
El dúo duró más de 50 años. En la década de los años 1920 se convirtió en trío con la incorporación de Emilio «Emig», otro de sus hermanos. Ya en la década de los años 1930, se unieron a los hermanos el hijo de Aragón, José Aragón Hipkins «Nabuconodosorcito» y su sobrino Emilio «Zampabollos».
Pasaron 15 años triunfando en Estados Unidos, regresaron definitivamente en 1967. Aragón se retiró ese mismo año con una función en el Circo Price de Plaza del Rey en Madrid.
Fue tío de los payasos Gaby, Fofó y Miliki.